# Пасруддарья
Пасруддарья, Пасрут, Пасруд, Пасруд-Дарья или Пасрутдарья (в верховьях Ахда и Чапдара тадж. Пасрӯд; пас — «за» + рӯд  — река, означает «за рекой» или «заречье») — река, протекающая по территории Айнинского района Согдийской области Таджикистана. Левый приток Фандарьи (Бассейн Зеравшана).
Длина — 30 км. Площадь водосбора — 359 км². Средневзвешенная высота водосбора — 3250 м. Среднеквадратичное отклонение — 590 м. Среднесуточный расход воды — 13,8 м³/с.

## География
Географически, река протекает в районе Фанских гор. Исток формируется недалеко от перевала Куликалон и вод озера Чапдара, стекающая посредством одноимённой реки в Пасруддарью. Сток левых притоков в основном формируются за счёт ледников расположенных на южных склонах Зеравшанского хребта.
На реке расположены населённые пункты Маргузор, Пасруд, Шурмашк, Пиньён и пгт Зеравшан (Сарвода).
Согласно данным справочника «Ресурсы поверхностных вод СССР» (1971) изреженная растительность и полупустынные зоны занимают 10,6 % от общей площади бассейна Пасруддарьи, 25,6 % скалистые обнажения, осыпи, ледники и фирновые поля. Густой травяной покров, субальпийские и альпийские луга занимают 20,0 %, леса, заросли кустарника и редколесье — 43,8 %. Площадь бассейна с преобладанием горных пород делится следующим образом:
1. Сланцы, глины, алевролиты — 40 %
2. Песчаники, конгломераты — 30 %
3. Карбонаты, глины, мергели, известняки, доломиты, соли — 30 %

## Гидрография
Количество рек протяжённостью менее 10 км расположенных в бассейне Пасруддарья — 48, их общая длина составляет 112 км. Среднесуточный расход воды — 13,8 м³/с, максимально зарегистрированное значение — 20,5 м³/с (1941), минимальное значение — 8,4 м³/с (1947). Начало межени — середина октября, окончание — середина апреля. Средний расход за межень — 2,37 м³/с. Средняя продолжительность межени — 184 суток в год. Средняя продолжительность наиболее маловодного периода — 10 суток в год.
Коэффициент внутригодового стока — 1,25. Месяц с наибольшим стоком — июль. 43 % от годового стока приходится на период с июля по сентябрь. Тип питания — ледниково-снеговое.
Пасруддарья входит в I группу рек с весенним лимитирующим сезоном. В таблице приведены следующие характеристики стока реки (место измерения село Пиньён).
| Водность года | Месячный сток (%) | Месячный сток (%) | Месячный сток (%) | Месячный сток (%) | Месячный сток (%) | Месячный сток (%) | Месячный сток (%) | Месячный сток (%) | Месячный сток (%) | Месячный сток (%) | Месячный сток (%) | Месячный сток (%) | Сезонный сток (%) | Сезонный сток (%) | Сезонный сток (%)  |
| Водность года | I                 | II                | III               | IV                | V                 | VI                | VII               | VIII              | IX                | X                 | XI                | XII               | Весна (IV—VII)    | Лето (VIII—IX)    | Зима-лето (X—III)! |
| ------------- | ----------------- | ----------------- | ----------------- | ----------------- | ----------------- | ----------------- | ----------------- | ----------------- | ----------------- | ----------------- | ----------------- | ----------------- | ----------------- | ----------------- | ------------------ |
| Средний       | 3,1               | 2,9               | 2,8               | 3,6               | 9,4               | 17,3              | 19,0              | 14,7              | 11,7              | 6,8               | 5,0               | 4,0               | 71,8              | 21,8              | 6,4                |

### Комментарии
1. ↑  отношение величины стока за период июль-сентябрь к величине стока за период март-июнь